# Chādegān (kommunhuvudort i Iran)
Chādegān (persiska: Chādgān, چادگان) är en kommunhuvudort i Iran.   Den ligger i provinsen Esfahan, i den centrala delen av landet, 300 km söder om huvudstaden Teheran. Chādegān ligger 2 113 meter över havet och antalet invånare är 7 037.
Terrängen runt Chādegān är kuperad norrut, men söderut är den platt.Runt Chādegān är det ganska glesbefolkat, med 48 invånare per kvadratkilometer. Chādegān är det största samhället i trakten. Trakten runt Chādegān består i huvudsak av gräsmarker.